# روبرت الثالث، كونت درو
روبرت دي درو (بالفرنسية: Robert III de Dreux)‏ (1234-1185)؛ كان كونت درو وبرين منذ 1218 حتى وفاته، هو أبن البكر لـ روبرت الثاني، كونت درو ويولاندا دي كوسي، لُقب بـ غاستيبل لأنه قام بخراب حقل القمح أثناء رحلة الصيد في شبابه.
جنباً إلى جنب مع شقيقه بيير، دوق بريتاني قاتلوا مع الأمير لويس (في المستقبل لويس الثامن) في 1212 في نانت، ولكنه تم القبض عليه أثناء جولة تطلعية، تم تبادل بينه وبين ويليام لونغزبي، إيرل سالزبوري في معركة بوفين في 1214، وأيضا شارك في الحملة الصليبية على الكثار بحيث كان أثناء حاصر أفينيون في 1226، وأيضا كان مؤيداً لـ حاكمة بلانكا من قشتالة أثناء فترة الوصاية على أبنها لويس التاسع.
تزوج في 1210 من أليانور دي سان فالير (1192 - 15 نوفمبر 1250)؛ وأنجبت له:-
1. يولاندا (1248-1212)؛ تزوجت من هيو الرابع، دوق بورغندي.[3]
2. جان الأول (1249-1215)؛ كونت درو وبرين، خلفاً لوالده.[3]
3. روبرت (1264-1217)؛ فيكونت شاتودان.
4. بيير (1250-1220)؛ رجل دين.